# Бурирам (аэропорт)
Аэропорт Бурирам (тайск. ท่าอากาศยานบุรีรัมย์), (ИАТА: BFV, ИКАО: VTUO) — гражданский аэропорт, обслуживающий коммерческие авиаперевозки города Бурирам — столицы одноимённой провинции (Таиланд).

## Инфраструктура
Аэропорт Бурирам расположен на высоте 180 метров над уровнем моря и эксплуатирует одну взлётно-посадочную полосу 04/22 размерами 2100х45 метров с асфальтовым покрытием.